# 人妻Mの秘密 覗かれた欲望
『人妻Mの秘密　覗かれた欲望』（ひとづまえむのひみつ　のぞかれたよくぼう）は1998年7月21日に公開された映画。

## キャスト
- 平松ケイ
- 小林秀美
- 辻本晃良
- 岡部ユウジ
- 福田佳弘
- 高橋和興
- 渡辺美穂子
- 岡部厚子

## スタッフ
- 監督:杉山太郎
- 脚本：甘木莞太郎
- プロデューサー：江尻健司、松下淳一
- 撮影：五十嵐貢
- 録音：沼田和夫
- 助監督：菅野和明、窪田佑介